# Caio Koch-Weser

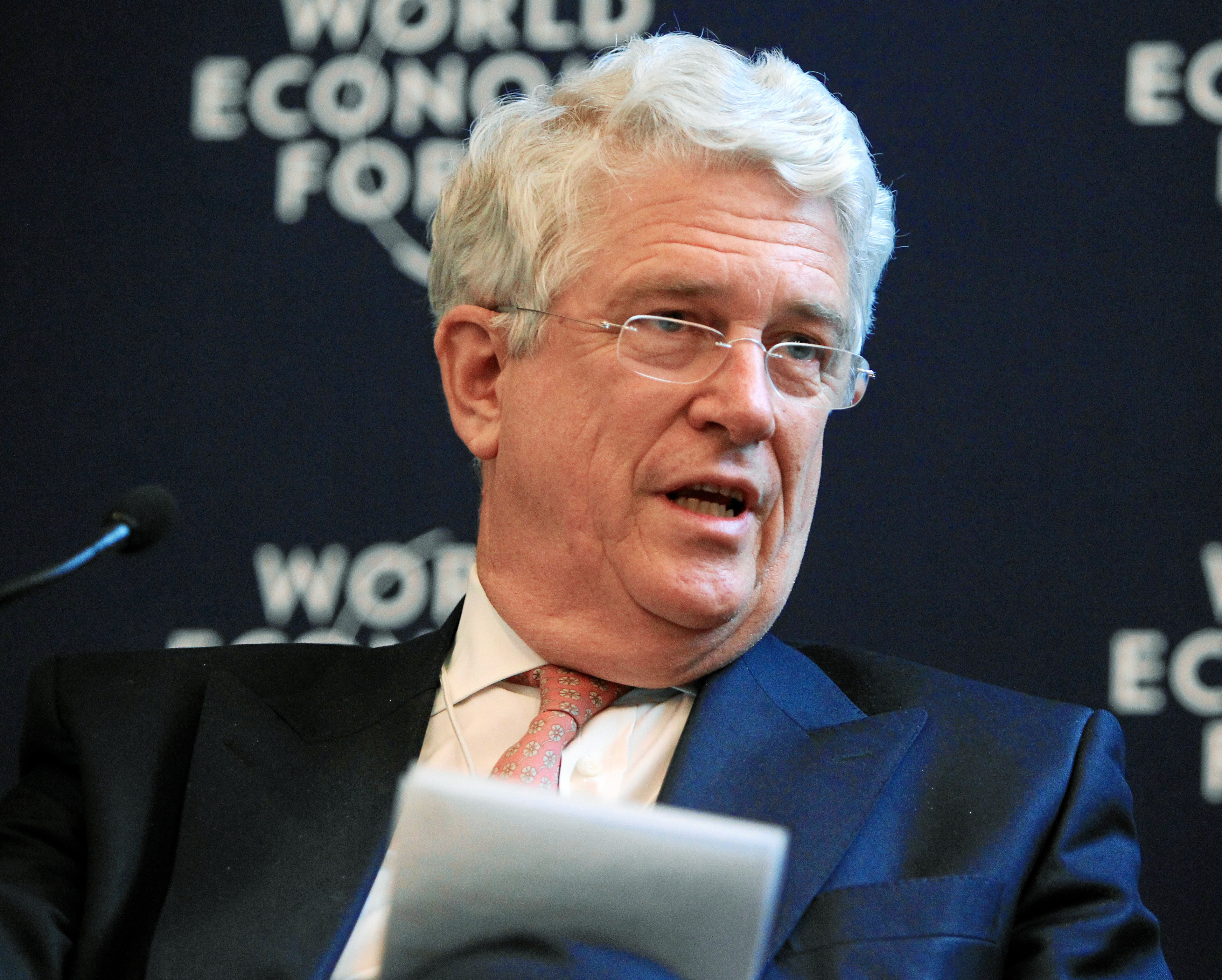
Caio Koch-Weser bei der Jahrestagung 2012 des World Economic Forums

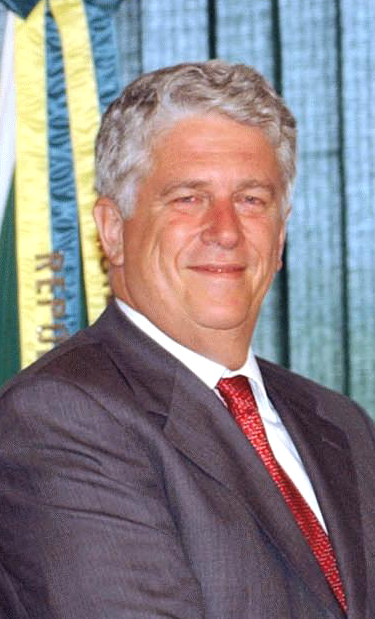
Caio Koch-Weser

Caio Kai Koch-Weser (* 25. Juli 1944 in Rolândia, Brasilien) ist ein brasilianisch-deutscher Finanzexperte und ehemals hochrangiger deutscher Finanzbeamter. Er war Vizepräsident und geschäftsführender Direktor der Weltbank sowie Finanzstaatssekretär (1999–2005) der deutschen Bundesregierung. Von 2006 bis 2016 war er als Vice Chairman für die Deutsche Bank tätig. In dieser Funktion war er weltweit zuständig für Strategie und Beratung von Regierungs- und Regulierungsbehörden sowie Unternehmen.

## Leben
Koch-Weser wurde in Brasilien geboren; seine Eltern und Großeltern verließen Bremerhaven in der Zeit des Nationalsozialismus. Sein Großvater ist der linksliberale DDP-Politiker Erich Koch-Weser, der in der Weimarer Republik Reichsminister der Justiz (1928–1929) und Vizekanzler (1920) war. Die Familie emigrierte bereits 1933 nach Rolândia, Brasilien, wo Erich Koch-Weser eine Kaffeeplantage und eine deutsche Kolonie aufbaute. Nach seiner dortigen Schulzeit besuchte Koch-Weser ab 1961 das humanistische Gymnasium Birklehof in Hinterzarten. Danach studierte er Volkswirtschaft, Soziologie und Geschichte an der Westfälischen Wilhelms-Universität Münster, der Freien Universität Berlin und der Rheinischen Friedrich-Wilhelms-Universität Bonn. Er beendete das Studium als Diplom-Volkswirt.
Koch-Weser ist deutscher und brasilianischer Staatsbürger. Er ist verheiratet mit Maritta  Rogalla von Bieberstein Koch-Weser, die wie ihr Mann 20 Jahre ihres Berufslebens (1980–1998) bei der Weltbank tätig war und nun im Vorstand von Earth3000 und GEXIE (Global Exchange for Social Investments) und im Kuratorium der Deutschen Klimastiftung ist. Sie haben drei Kinder.

### Politik
Ab 1973 war er für die Weltbank tätig, seit 1991 als Vizepräsident und seit 1996 als geschäftsführender Direktor. Im Mai 1999 wechselte er als Staatssekretär in das Bundesministerium der Finanzen im Kabinett Schröder I. Er war 2000 erster Kandidat der Bundesregierung für die Stellung als Geschäftsführender Direktor und Exekutiv-Vorstandsvorsitzender des Internationalen Währungsfonds, wurde aber von den USA abgelehnt, Horst Köhler wurde später gewählt.

### Wirtschaft
Im Oktober 2005 gab Koch-Weser bekannt, das Finanzministerium auf eigenen Wunsch verlassen zu wollen. Er wechselte in die private Finanzwirtschaft und war seit Januar 2006 im erweiterten Vorstand der Deutschen Bank tätig. Als Vice Chairman berichtete er direkt an den Vorstandsvorsitzenden und stand dem erweiterten Konzernvorstand (Group Executive Committee) sowie Kunden der Bank als Berater zur Verfügung. Dieser Wechsel in die Privatwirtschaft wird derzeit vom Bundesministerium der Finanzen auf mögliche Interessenkonflikte hin überprüft. Beim BMF war er zuvor unter anderem für die Bankenkontrolle zuständig. In seiner Funktion als Staatssekretär hatte er die umstrittene Führungsstruktur der Deutschen Bank genehmigt, obwohl das Justizministerium erhebliche Bedenken geäußert hatte.
Die Berliner Staatsanwaltschaft leitete im März 2008 ein Ermittlungsverfahren gegen den Bankchef Josef Ackermann im Fall um die staatliche Bürgschaft der Deutschen Bank für die Ostsee-Pipeline ein. Dabei geht es angeblich um den Vorwurf der strafbaren Vorteilsgewährung an den ebenfalls beschuldigten Koch-Weser.

### Sonstiges
Koch-Weser ist durch seine Mitgliedschaften in verschiedenen Denkfabriken sehr gut vernetzt, so war er von 1998 bis 2007 Mitglied des Beirats bzw. Kuratoriums der gemeinnützigen Bertelsmann Stiftung. Er ist im Stiftungsrat des World Economic Forum (WEF) und im Vorstand der in Brüssel ansässigen Denkfabrik BRUEGEL. Weiterhin ist er Mitglied im Think-Tank European Council on Foreign Relations, in der European Climate Foundation (ECF) und im Centre for European Reform (CER).